# Platynectes semperi
Platynectes semperi är en skalbaggsart som beskrevs av Régimbart 1899. Platynectes semperi ingår i släktet Platynectes och familjen dykare. Inga underarter finns listade i Catalogue of Life.